# Balthasar Murrer
Balthasar Murrer († nach 1511) war ein deutscher Buchdrucker in Frankfurt (Oder).

## Leben und Wirken
Balthasar Murrer stammte aus Echterdingen in Württemberg. 1504 wurde er als Bürger in Frankfurt (Oder) erwähnt. 1506 immatrikulierte er sich an der neueröffneten Universität und erwarb dort den Grad eines Bakkalaureus.
1507 und 1508 druckte er mit Nicolaus Lamparter aus Basel, der dort bereits eine eigene Werkstatt hatte, 1509 und 1510 dann allein. Als Korrektor half ihm Wolfgang Angst. 1511 wurde Murrer als Buchhändler (bibliopola) bezeichnet.
Von Balthasar Murrer erschienen zwischen 1507 und 1510 über 20 Werke klassischer und humanistischer Autoren.